# David López-Zubero
David López-Zubero, född 11 februari 1959, är en spansk före detta simmare.
Han blev olympisk bronsmedaljör på 100 meter fjäril vid sommarspelen 1980 i Moskva.